# جورجيوس ديامانتيديس
جورجيوس ديامانتيديس (مواليد 3 يناير 1984) هو سبّاح يوناني، مثّل بلاده في الألعاب الأولمبية الصيفية 2004.

## روابط خارجية
جورجيوس ديامانتيديس على موقع الاتحاد الدولي للسباحة (الإنجليزية)
- جورجيوس ديامانتيديس على موقع أوليمبيديا (الإنجليزية)